# Natuurpark Vale do Guadiana

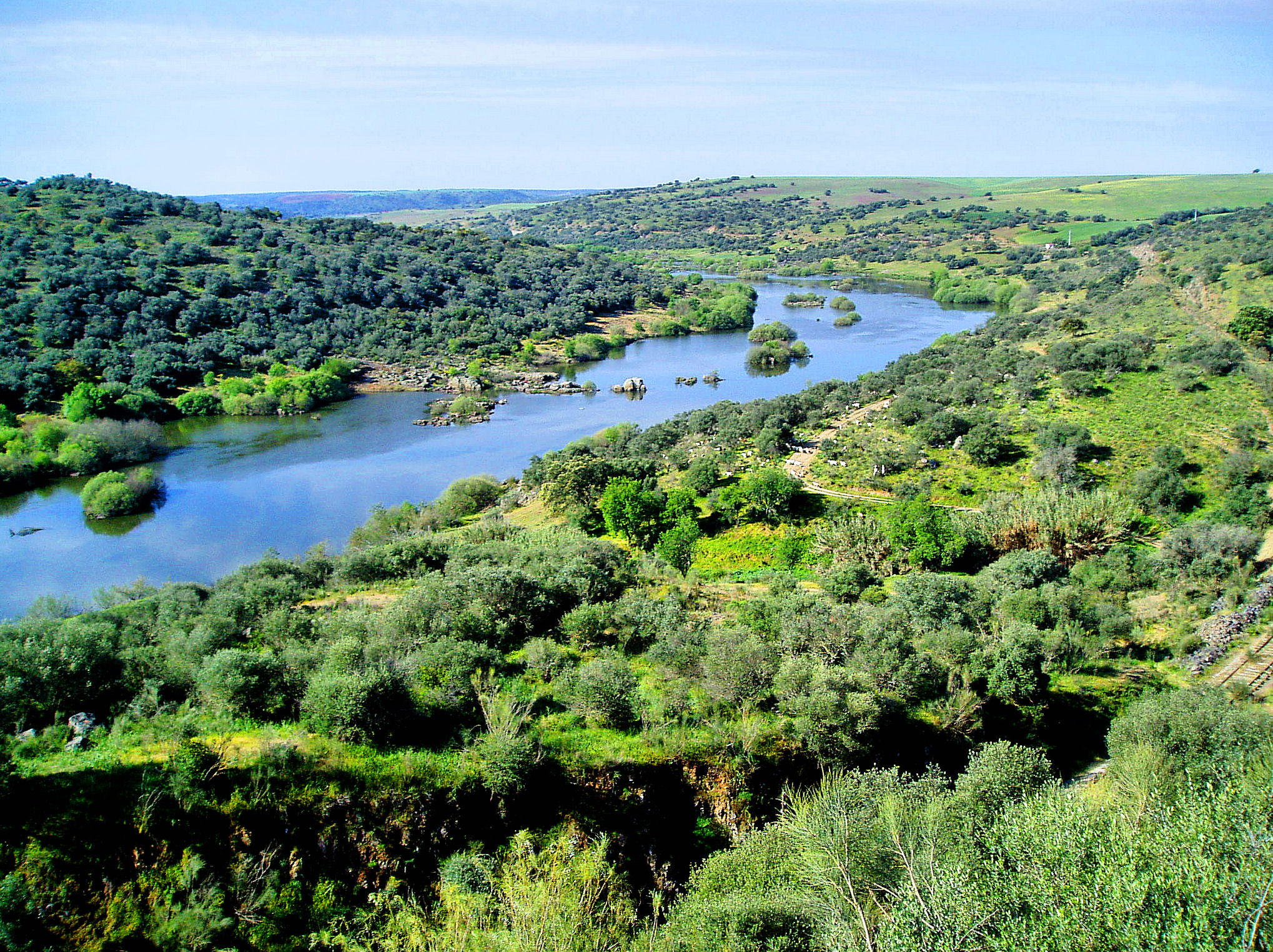

Het Natuurpark Vale do Guadiana (Portugees: Parque natural do Vale do Guadiana) is een natuurpark in Portugal. Het park kreeg de status van beschermd gebied in 1995.
Het park is 697 vierkante kilometer groot. Het omvat het dal van de Guadiana. 
De Iberische lynx komt voor in het park. 